# Retrato de Madame de Senonnes

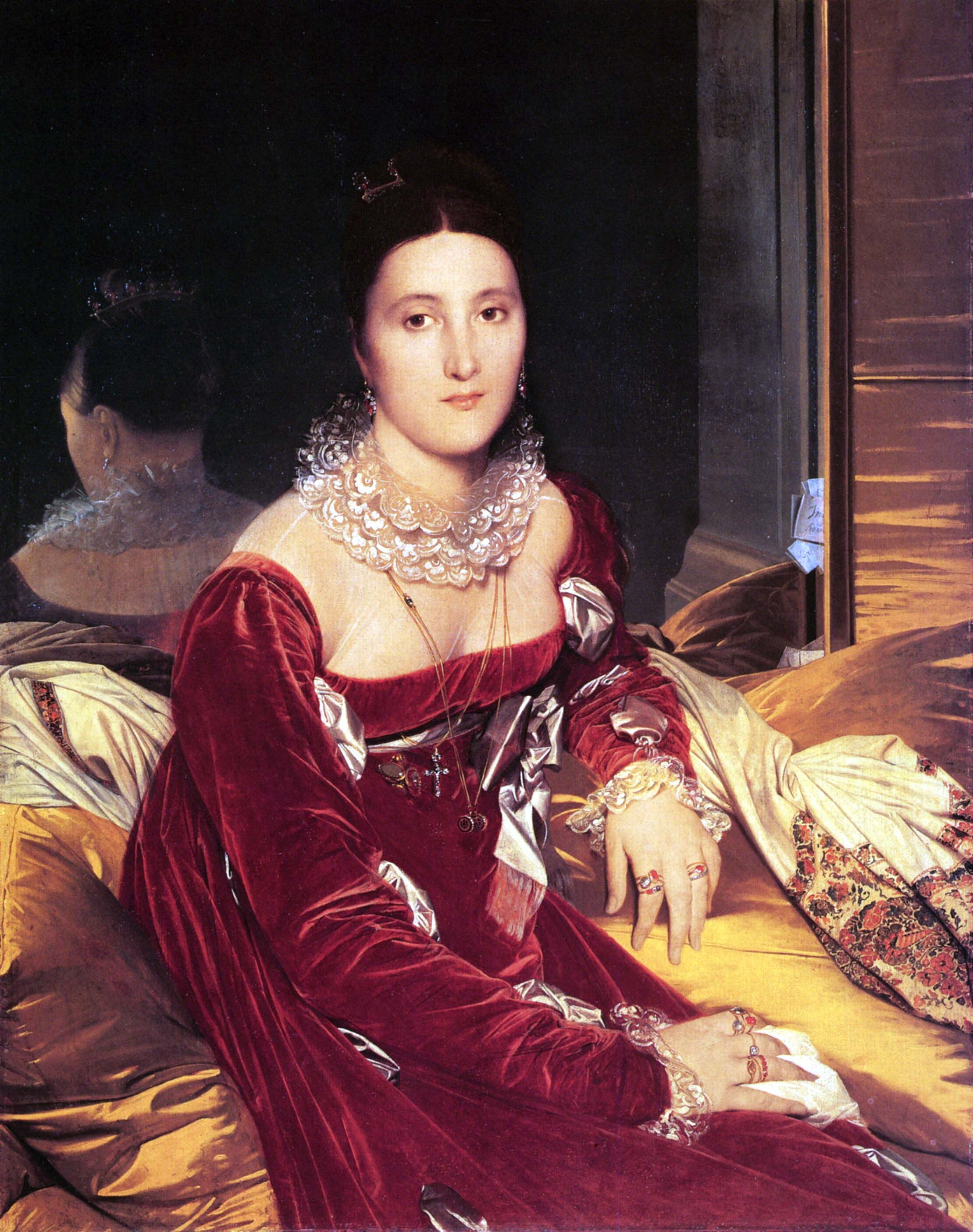
Retrato de Madame de Senonnes, 106 x 84 cm. Jean-Auguste-Dominique Ingres.

Retrato de Madame de Senonnes (antaño conocido como La Trastéverine) es una pintura terminada en 1816 de Jean-Auguste-Dominique Ingres. Muestra a Madame de Senonnes, de soltera Marie-Genevieve-Marguerite Marcoz, vizcondesa de Senonnes (29 de junio de 1783, Lyon - 25 de abril de 1828, París). Ingres ya la había retratado antes en un dibujo de 1813.
El retrato, atractivo y aristocrático, es considerado uno de los principales y más famosos de Ingres. El artista decía desdeñar el retrato, pero que necesitaba el dinero y se esforzaba mucho en el trabajo en la esperanza de atraer otros encargos. Retrato de Madame de Senonnes forma parte de la colección del Museo de Bellas Artes de Nantes.

## Marie-Geneviève-Marguerite Marcoz

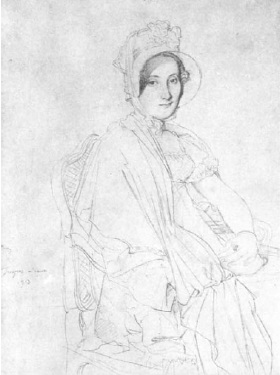
Marie Marcoz, 1813. Grafito sobre papel. 26,6 x 19,7 cm.

Nacida en una familia relativamente rica de comerciantes textiles, se casó con Jean Marcoz, un comerciante de telas y sombreros, en 1802, y se mudaron a Roma en 1803, donde tuvieron una hija, Geneviève-Amélina Talensier (1803-1872). Sin embargo el matrimonio fue infeliz, y se separaron en 1809. Talensier dejó Roma para luchar en el ejército francés, y fue herido dos veces.
Ella comenzó a socializar en los círculos artísticos, haciéndose pasar por italiana. Marcoz conoció a Alexandre de La Motte-Baracé, vizconde de Senonnes, se convirtió en su amante y se casaron en 1815, el año después de su regreso a Francia.
Tras su muerte en 1828, el retrato quedó en posesión de su marido hasta 1831, cuando, perseguido por los acreedores, lo envió a su hermano mayor, el marqués de Senonnes, que lo llevó a su castillo en Feneu, en el oeste de Francia. La pintura permaneció allí hasta 1852, cuando su viuda lo vendió a los comerciantes de arte. Fue comprado por el Museo de Bellas Artes de Nantes por 4,000 francos.

## Descripción
Marcoz aparece en una pose seductora y lánguida sentada sobre los cojines de seda dorada de un diván, su cabello recogido apretadamente hacia atrás. Está vestida con un lujoso vestido de estilo imperio de terciopelo granate, de reminiscencias renacentistas en las mangas largas, y en el amplio escote cuadrado cubierto por un canesú fino y transparente con un cuello redondo de encaje, acompañado de un mantón de cachemira blanco. Está pintada en brillantes tonos rojos y dorados, a la luz de las velas y delante de un gran espejo, donde se refleja la parte posterior de su cabeza y, especialmente, la curva de su cuello. Sus manos, que portan un total de trece anillos de oro y piedras preciosas, acaricia el cojín la izquierda y sujeta un pañuelo la derecha. Como en todos los retratos femeninos de Ingres, la modelo parece sin consistencia, como si su cuerpo careciera de estructura ósea.
El trabajo es el primero de Ingres en explorar el uso de un espejo, y la espacialidad adicional que aporta.
Su firma está escrita a la izquierda, en una nota metida en el marco del espejo. Varios pequeños bocetos en papel sobreviven; el primero de los cuales la muestra de cuerpo entero, sensualmente recostada en un diván, los bocetos posteriores se centran en la presentación de la parte superior del cuerpo y pecho. Algunos historiadores del arte han comparado su tono con el de La gran odalisca, en el que estaba trabajando simultáneamente.

Las fuentes de las que Ingres tomó inspiración fueron el retrato de Madame de Verninac (1799) de Jacques-Louis David, y La Belle Ferronière de Leonardo da Vinci.

## Galería

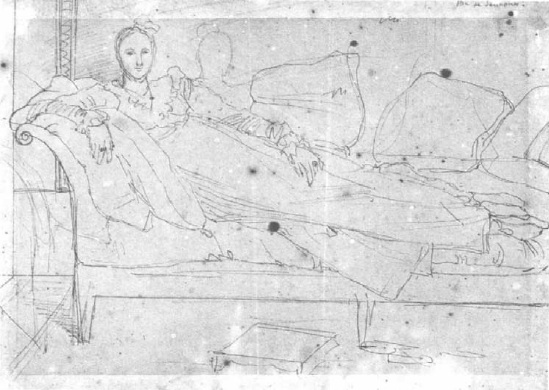
Estudio para un retrato de Madame de Senonnes, 1813–14.
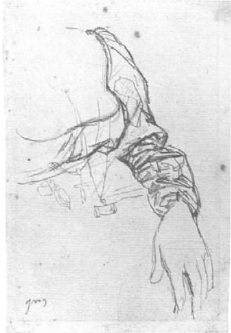
Estudio para un retrato de Madame de Senonnes, grafito sobre papel, 1813–14.
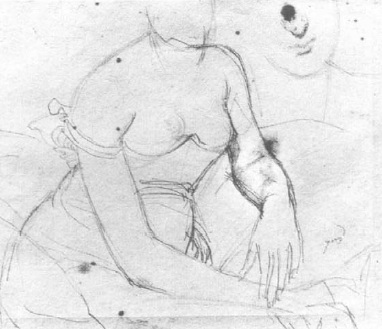
Estudio para un retrato de Madame de Senonnes, grafito sobre papel, 1813–14.
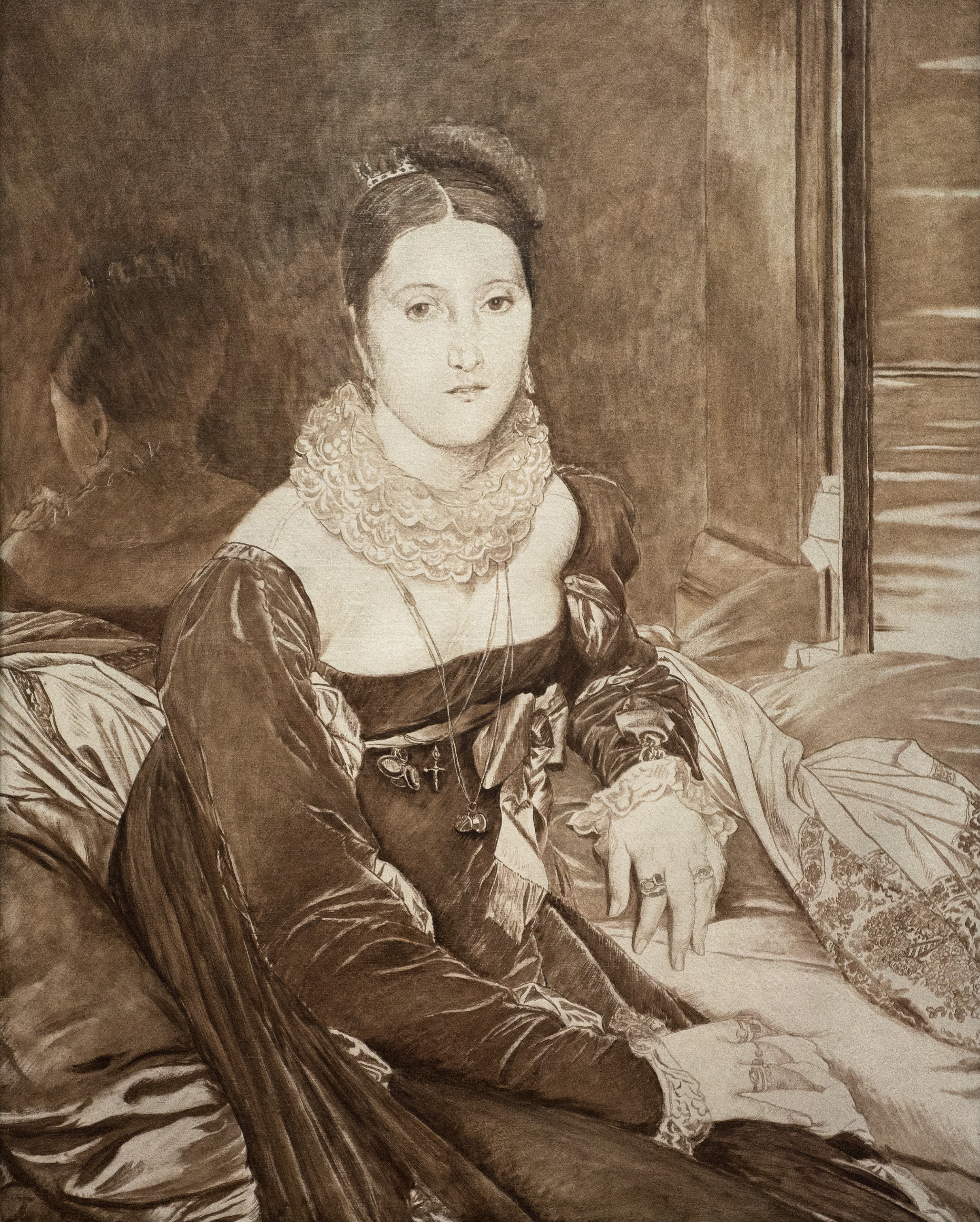
Copia en grisalla de James Tissot, 1899.